# Eutropis darevskii
Eutropis darevskii là một loài thằn lằn trong họ Scincidae. Loài này được Bobrov miêu tả khoa học đầu tiên năm 1992.